# Nordrhein-Westfalen
Nordrhein-Westfalen (NRW) är ett förbundsland i västra Tyskland. Det är det folkrikaste förbundslandet med cirka 18 miljoner invånare (2014) och till ytan sett är Nordrhein-Westfalen det fjärde största förbundslandet i Tyskland med 34 080 kvadratkilometer. Den största staden i Nordrhein-Westfalen är Köln, men huvudstad är Düsseldorf. Ruhrområdet ligger i Nordrhein-Westfalen. Rhein-Ruhr-regionen bildar med sina 10 miljoner invånare ett av de största storstadsområdena i Europa. 
Nordrhein-Westfalen gränsar till Niedersachsen i norr och öster, och i sydöst till Hessen. I söder gränsar NRW till Rheinland-Pfalz. I väster gränsar förbundslandet till Nederländerna och Belgien.

## Historia

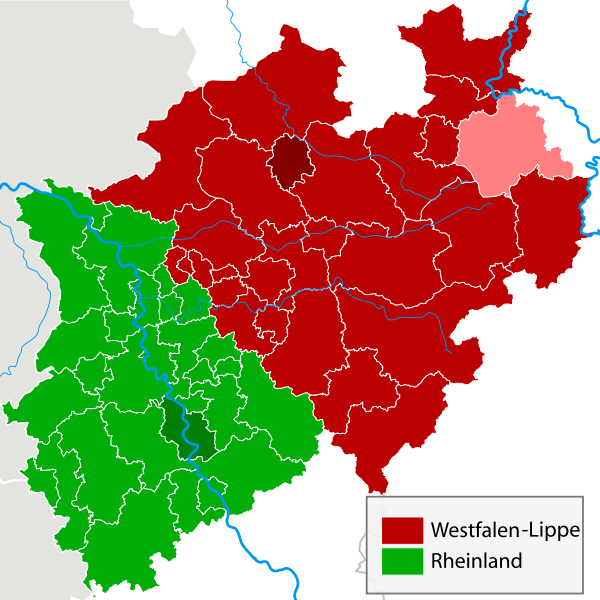
Nordrhein-Westfalens beståndsdelar 1947: Rhenprovinsens regeringsområden Aachen Düsseldorf och Köln är markerade i grönt, Westfalens regeringsområden Arnsberg, Minden och Münster är markerade i rött och den forna fristaten Lippe i rosa.

### Grundandet av Nordrhein-Westfalen
Efter andra världskriget var segrarmakterna oeniga om Ruhrområdets vidare öden. Medan Frankrike favoriserade en självständig, politiskt svag stat eller internationellt område, förordade den sovjetiska sidan en fyrmaktsstat liknande Berlin. Det senare förslaget avslogs av britterna till vilka ockupationszonen och Ruhr tillhörde. Britterna ville ha Ruhrområdet i en framtida tysk stat för att undvika en svår ekonomisk kris och instabilitet som efter första världskriget. Dock skulle näringslivets makt och den potentiellt socialistiska arbetarklassen kompenseras, varför britterna utvecklade idén om en sammanslagning med det lantliga och katolskt präglade provinsen Westfalen. Dessutom skulle jordbrukslandskapen i Westfalen underlätta försörjningen av det tätt bebyggda Ruhrområdet. 
Projektet var till en början omstritt, inte minst i Tyskland, där politiker fruktade den nya delstatens ekonomiska och befolkningsmässiga övertag. Det fanns få gemensamma nämnare mellan landsdelarna Nordrhein och Westfalen, frånsett att de båda under omkring 130 år varit preussiska provinser. Historiskt stod Westfalen närmare Niedersachsen och Nordrhein stod historiskt närmare den södra delen av Rhenlandet, som blev en del av Rheinland-Pfalz. 
Det rättsliga grunden för skapandet av Nordrhein-Westfalen låg i den brittiska militärregeringens förordning nummer 46 som fastslog upplösandet av de preussiska provinserna i den brittiska zonen och skapandet av självständiga länder. Den nya delstaten Nordrhein-Westfalen skapades ur den preussiska provinsen Westfalen och regeringsområdena Aachen, Düsseldorf och Köln i Rhenprovinsen.
År 1947 tvingades Lippe att ge upp sin självständighet och dess regering beslöt sig efter förhandlingar med både Niedersachsen och Nordrhein-Westfalen (båda under brittisk förvaltning) att ingå i Nordrhein-Westfalen. År 1947 blev Lippe genom den militära förordningen nummer 77 en del av Nordrhein-Westfalen. En folkomröstning skulle hållas i ärendet men blev aldrig av. År 1948 godkändes det hela formellt av Nordrhein-Westfalens lantdag. Ruhrområdets betydelse för ekonomin och rustningspolitiken förde med sig att ett beslut, Ruhrstatutet, antogs 1949. En internationell grupp skulle kontrollera regionens tunga industri. Politiskt gavs klartecken för Nordrhein-Westfalens anslutning till Förbundsrepubliken Tyskland. Kontrollgruppens arbete varade inte länge, efter en kort tid upphörde det för att främja uppbyggandet av näringslivet och officiellt upphörde arbetet 1952.

### Historiska datum
- 21 juni 1946: Det brittiska kabinettet beslutade i London om grundandet av Nordrhein-Westfalen.
- 24 juli 1945: Rudolf Amelunxen valdes till ministerpresident av de brittiska militärmyndigheterna.
- 23 augusti 1946: Nordrhein-Westfalen grundades.
- 2 oktober 1946: Lantdagen hade sitt konstituerande sammanträde.
- 21 januari 1947: Lippe blev en del av Nordrhein-Westfalen.
- 20 april 1947: De första valen till lantdagen.
- 8 maj 1949: Nordrhein-Westfalen blev förbundsland.
- 18 juni 1950: Förbundslandets författning antogs genom folkomröstning.

## Flagga och vapen
Förbundslandets vapen antogs den 5 februari 1948 och är en kombination av vapnen från de områden som bildade det nya förbundslandet: vågen på grön bakgrund står för Rhenprovinsen, den vita sachsenspringaren på röd bakgrund står för Provinsen Westfalen och den röda rosen för Fristaten Lippe. Flaggan bygger på den färgkombination som förekommer i vapnet, men är också identisk med flagga för den kortlivade Rhenrepubliken (1923-34).

## Geografi
Totalt har förbundslandet 1 645 km gräns, mest mot Niedersachsen och minst mot Belgien.
| Område/Land     | Km gräns |
| --------------- | -------- |
| Niedersachsen   | 583      |
| Nederländerna   | 387      |
| Rheinland-Pfalz | 307      |
| Hessen          | 269      |
| Belgien         | 99       |

### Administrativ indelning
Nordrhein-Westfalen är indelat i fem regeringsdistrikt (Regierungsbezirke). Dessa är i sin tur indelade i totalt 31 distrikt (Landkreise) och 23 distriktsfria städer. 

#### Regeringsdistrikt
| Regeringsdistrikt | Invånare 31 dec. 2007 | Antal distrikt | Antal distriktsfria städer | Antal kommuner |
| ----------------- | --------------------- | -------------- | -------------------------- | -------------- |
| Arnsberg          | 3 723 712             | 7              | 5                          | 83             |
| Detmold           | 2 059 198             | 6              | 1                          | 70             |
| Düsseldorf        | 5 208 288             | 5              | 10                         | 66             |
| Köln              | 4 391 062             | 8              | 4                          | 99             |
| Münster           | 2 614 361             | 5              | 3                          | 78             |
| Totalt:           | 17 996 621            | 31             | 23                         | 396            |

#### Distrikt och distriktsfria städer
(med bokstäver på registreringsskylten för vägfordon) 

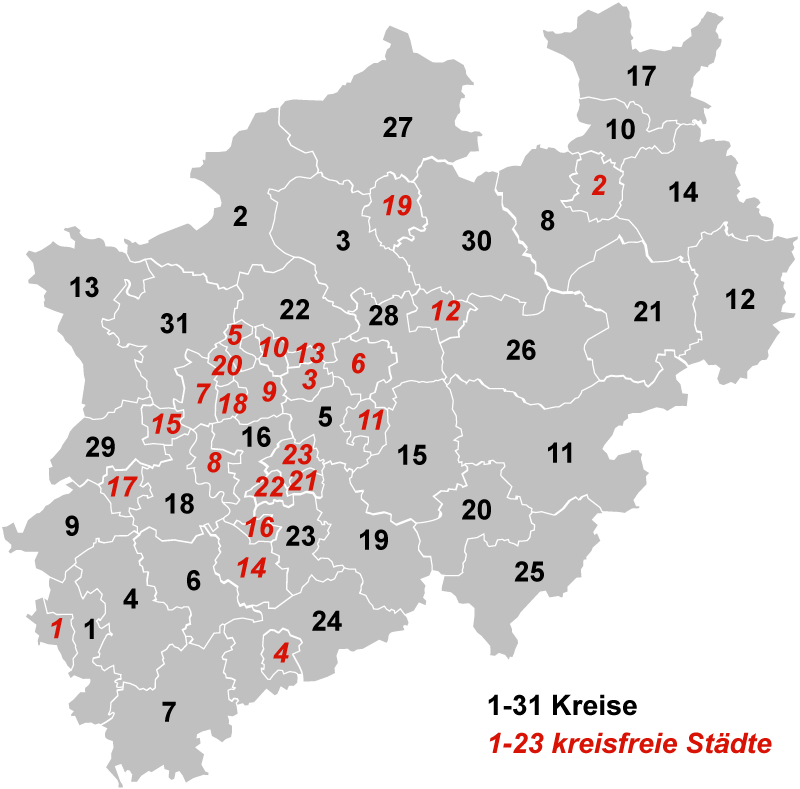
Distrikt (Kreise) och distriktsfria städer (Kreisfreie Städte) i Nordrhein-Westfalen.

| Landkreis 1. Aachen (AC) 2. Borken (BOR) 3. Coesfeld (COE) 4. Düren (DN) 5. Ennepe-Ruhr-Kreis (EN) 6. Rhein-Erft-Kreis (BM) 7. Euskirchen (EU) 8. Gütersloh (GT) 9. Heinsberg (HS) 10. Herford (HF) 11. Hochsauerlandkreis (HSK) 12. Höxter (HX) 13. Kleve (KLE) 14. Lippe (LIP) 15. Märkischer Kreis (MK) 16. Mettmann (ME) 17. Minden-Lübbecke (MI) 18. Rhein-Kreis Neuss (NE) 19. Oberbergischer Kreis (GM) 20. Olpe (OE) 21. Paderborn (PB) 22. Recklinghausen (RE) 23. Rheinisch-Bergischer Kreis (GL) 24. Rhein-Sieg-Kreis (SU) 25. Siegen-Wittgenstein (SI) 26. Soest (SO) 27. Steinfurt (ST) 28. Unna (UN) 29. Viersen (VIE) 30. Warendorf (WAF) 31. Wesel (WES) | Distriktsfria städer 1. Aachen (AC) 2. Bielefeld (BI) 3. Bochum (BO) 4. Bonn (BN) 5. Bottrop (BOT) 6. Dortmund (DO) 7. Duisburg (DU) 8. Düsseldorf (D) 9. Essen (E) 10. Gelsenkirchen (GE) 11. Hagen (HA) 12. Hamm (HAM) 13. Herne (HER) 14. Köln (K) 15. Krefeld (KR) 16. Leverkusen (LEV) 17. Mönchengladbach (MG) 18. Mülheim an der Ruhr (MH) 19. Münster (MS) 20. Oberhausen (OB) 21. Remscheid (RS) 22. Solingen (SG) 23. Wuppertal (W) |

### Storstäder i Nordrhein-Westfalen
Följande städer är storstäder (över 100 000 invånare): 
| Stad                | Distrikt                   | Invånarantal 2000-12-31 | Invånarantal 2006-12-31 | Invånarantal 2007-12-31 |
| ------------------- | -------------------------- | ----------------------- | ----------------------- | ----------------------- |
| Köln                | Köln (stad)                | 962 884                 | 989 766                 | 995 397                 |
| Dortmund            | Dortmund (stad)            | 588 994                 | 587 624                 | 586 909                 |
| Essen               | Essen (stad)               | 595 243                 | 583 198                 | 582 140                 |
| Düsseldorf          | Düsseldorf (stad)          | 569 364                 | 577 505                 | 581 122                 |
| Duisburg            | Duisburg (stad)            | 514 915                 | 499 111                 | 496 665                 |
| Bochum              | Bochum (stad)              | 391 147                 | 383 743                 | 381 542                 |
| Wuppertal           | Wuppertal (stad)           | 366 434                 | 358 330                 | 356 420                 |
| Bielefeld           | Bielefeld (stad)           | 321 758                 | 325 846                 | 324 912                 |
| Bonn                | Bonn (stad)                | 307 814                 | 314 299                 | 316 416                 |
| Münster             | Münster (stad)             | 265 609                 | 272 106                 | 272 951                 |
| Gelsenkirchen       | Gelsenkirchen (stad)       | 278 695                 | 266 772                 | 264 765                 |
| Mönchengladbach     | Mönchengladbach (stad)     | 263 014                 | 260 951                 | 260 018                 |
| Aachen              | Aachen (stad)              | 244 386                 | 258 770                 | 259 030                 |
| Krefeld             | Krefeld (stad)             | 239 916                 | 237 104                 | 236 516                 |
| Oberhausen          | Oberhausen (stad)          | 222 151                 | 218 181                 | 217 108                 |
| Hagen               | Hagen (stad)               | 203 151                 | 195 671                 | 193 748                 |
| Hamm                | Hamm (stad)                | 182 427                 | 183 672                 | 183 065                 |
| Herne               | Herne (stad)               | 174 529                 | 169 991                 | 168 454                 |
| Mülheim an der Ruhr | Mülheim (stad)             | 172 862                 | 169 414                 | 168 925                 |
| Solingen            | Solingen (stad)            | 164 973                 | 162 948                 | 162 575                 |
| Leverkusen          | Leverkusen (stad)          | 161 047                 | 161 336                 | 161 345                 |
| Neuss               | Rhein-Kreis Neuss          | 150 013                 | 151 626                 | 151 449                 |
| Paderborn           | Paderborn                  | 139 084                 | 144 258                 | 144 181                 |
| Recklinghausen      | Recklinghausen             | 124 785                 | 121 521                 | 120 536                 |
| Bottrop             | Bottrop (stad)             | 120 611                 | 118 975                 | 118 597                 |
| Remscheid           | Remscheid (stad)           | 119 287                 | 114 925                 | 113 935                 |
| Moers               | Wesel                      | 107 062                 | 107 180                 | 107 111                 |
| Siegen              | Siegen-Wittgenstein        | 108 476                 | 105 697                 | 105 049                 |
| Bergisch Gladbach   | Rheinisch-Bergischer Kreis | 105 693                 | 105 587                 | 105 840                 |
| Witten              | Ennepe-Ruhr-Kreis          | 103 196                 | 100 248                 | 99 598                  |

Se även: Lista över städer i Nordrhein-Westfalen.

## Infrastruktur

### Vägar
Vägnätet i Ruhrområdet är ett av de tätaste i Europa. 

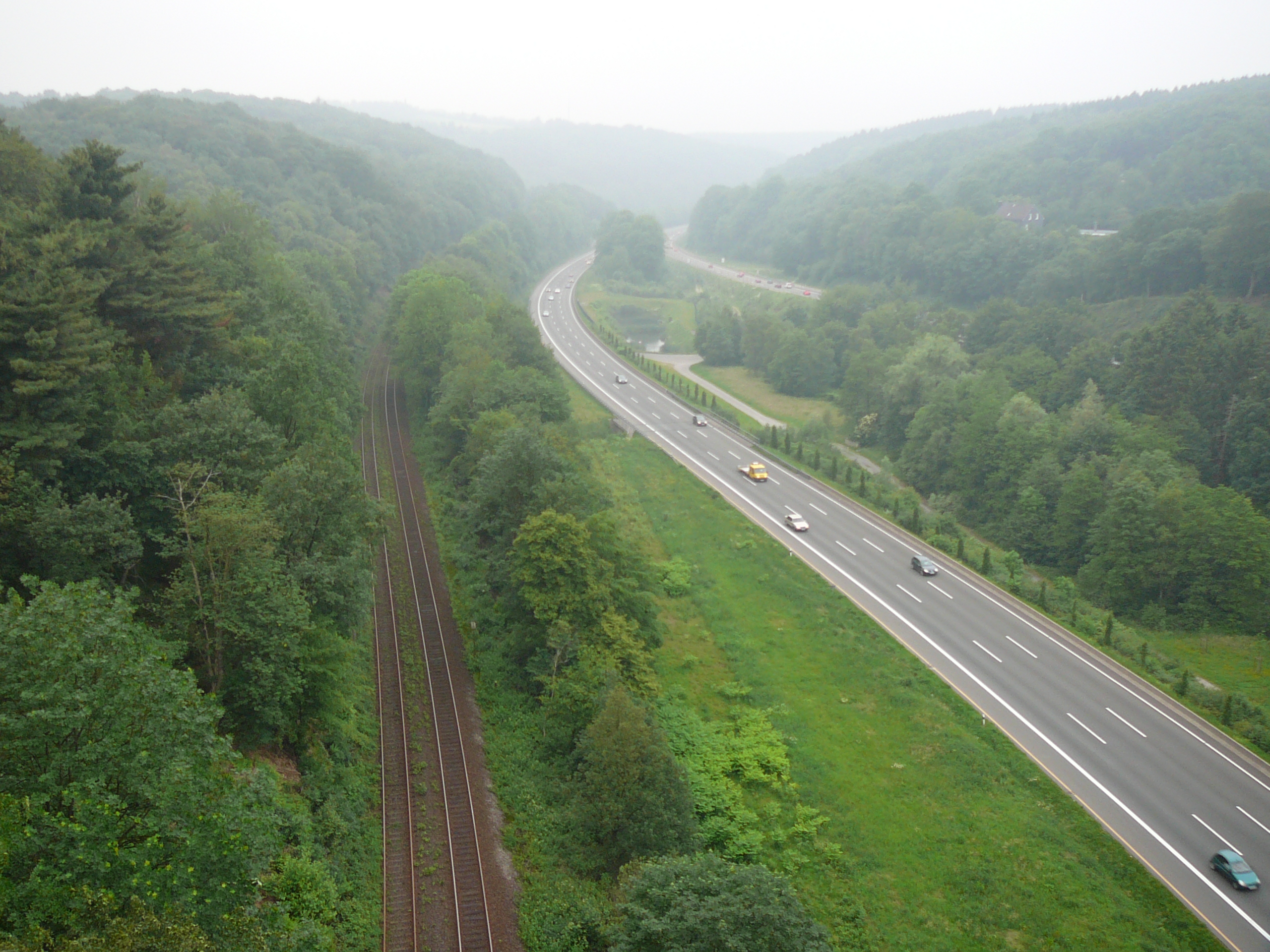
A1 strax söder om Wuppertal

Det finns gott om motorvägar i Nordrhein-Westfalen. Några av dem är i: 
| Nord-sydlig riktning | Väst-östlig riktning |
| -------------------- | -------------------- |
| A1                   | A2                   |
| A3                   | A4                   |
| A31                  | A30                  |
| A33                  | A40                  |
| A43                  | A42                  |
| A45                  | A44                  |
| A57                  | A46                  |
| A59                  | A52                  |
| A61                  |                      |

Den historiska vägen Ruhrschnellweg, idag A40 (bitvis också en del av Bundesstraße 1), är en av de mest trafikerade vägarna i hela Tyskland. 
Den totala väglängden i Nordrhein-Westfalen uppgår till 29 510 kilometer. Av det är 2 186 km motorväg, 4 886 km förbundsväg (Bundesstraßen), 12 694 km landsväg, 9 745 km kommunala vägar så kallade Kreisstraßen.

### Tåg

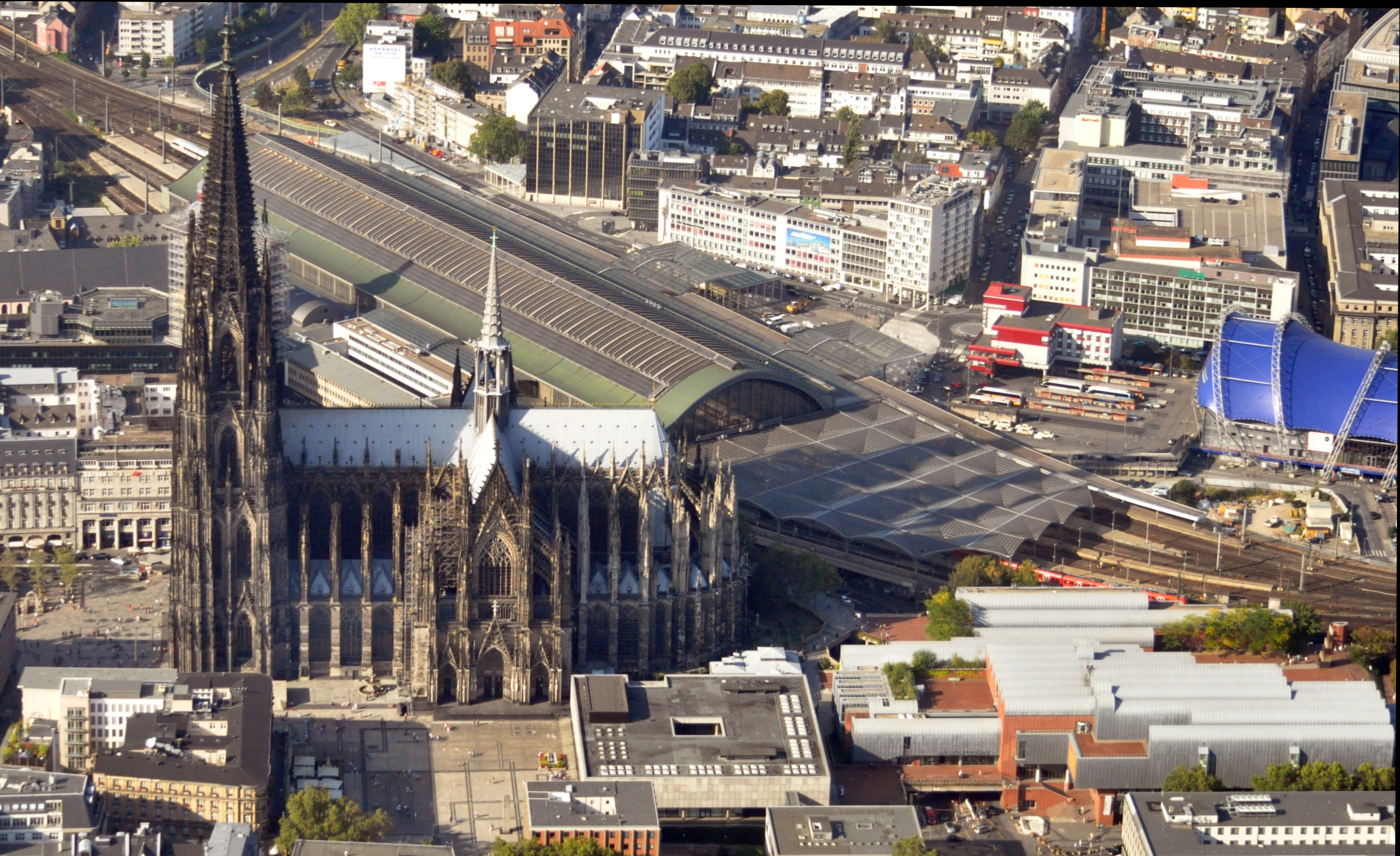
Köln Hauptbahnhof är belägen alldeles intill Kölnerdomen.

#### Passagerartrafik
De viktigaste knutpunkterna i tågtrafiken (stationskategori 1) på långdistansnätet är Köln Hbf, Dortmund Hbf, Düsseldorf Hbf och Essen Hbf. Järnvägsstationer som är stationskategori 2 är: Bielefeld Hbf, Bochum Hbf, Bonn Hbf, Duisburg Hbf, Düsseldorf Flughafen, Hagen Hbf, Hamm, Köln-Deutz, Köln Flughafen Münster Hbf, Oberhausen Hbf, Siegburg/Bonn, Solingen Hbf och Wuppertal Hbf.
Dortmund Hauptbahnhof är den största stationen för trafiken till de östligare delarna av landet. 
Grundidén för passagerartrafiken i Nordrhein-Westfalen är att ha en integrerad tidtabell för de olika trafiktyperna. Det finns tre olika typer av regionaltåg:
- RegionalExpress (RE) med 26 st linjer
- RegionalBahn (RB) med 57 linjer
- S-Bahn Rhein-Rhur med 13 linjer

#### Godstrafik
Räknar man med godstrafiken är stationen Hagen-Vorhalle den största rangerbangården i Tyskland. I Köln finns den största omlastningsstationen för containertrafik (tåg-lastbil) i Tyskland.

### Flygtrafik

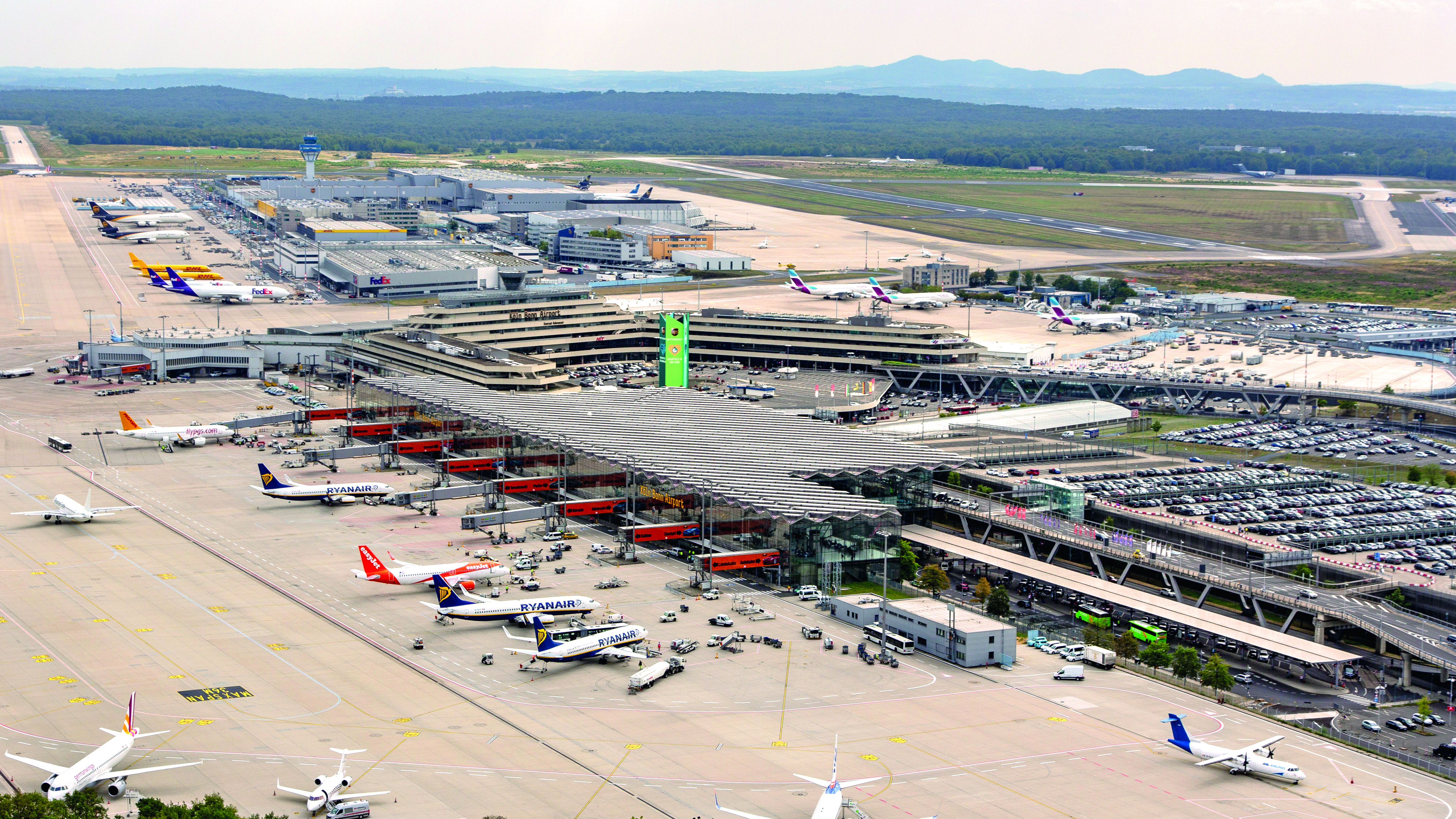
Köln-Bonns flygplats som är en viktig nod för fraktflyg.

Den viktigaste flygplatsen för interkontinental trafik är Düsseldorfs flygplats. Den är den tredje största i Tyskland mätt i passagerarantal efter Frankfurt am Mains flygplats och Münchens flygplats. 
Kölns flygplats har många destinationer inom Europa, den är också en av de viktigaste flygplatserna för fraktflyget inom Tyskland. Ytterligare flygplatser med vissa interkontinentala flygningar är Dortmunds flygplats, Weezes flygplats, Münster/Osnabrücks flygplats, Flughafen Paderborn/Lippstadt. Vid sidan av dessa flygplatser, finns det ett antal mindre flygplatser som Flughafen Düsseldorf-Mönchengladbach, Flughafen Essen/Mülheim och Siegerlandflughafen.

## Politik

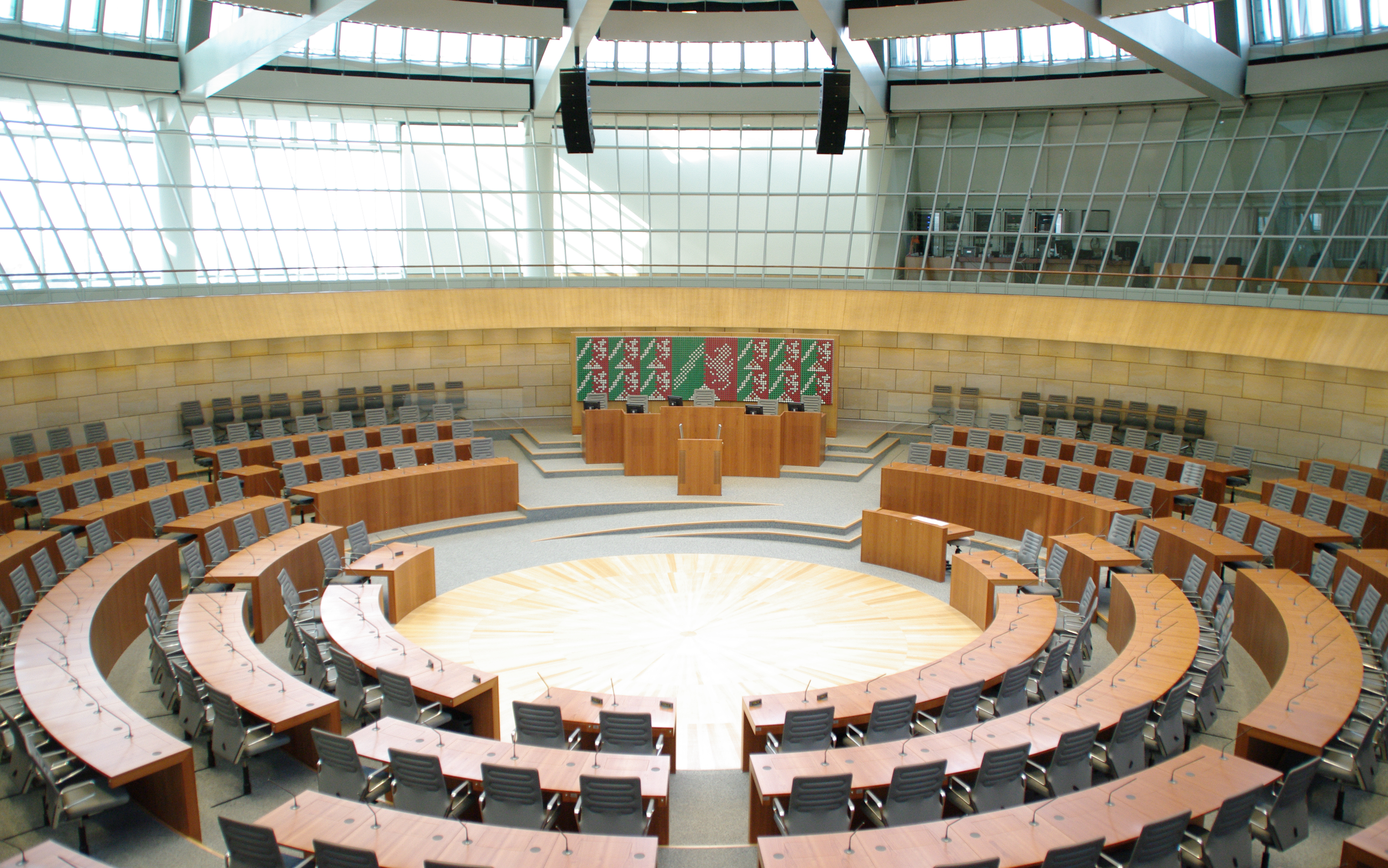
Plenisalen för Nordrhein-Westfalens lantdag i Düsseldorf.

### Ministerpresident och regering
Nordrhein-Westfalens ministerpresident fungerar som förbundslandets regeringschef och högsta representant, och utses av Nordrhein-Westfalens lantdag.

### Lantdagen
Den lagstiftande församlingen i förbundslandet utgörs av Nordrhein-Westfalens lantdag, som sedan valet 2017 har en majoritet bestående av konservativa CDU och liberala FDP.  Största oppositionsparti är socialdemokratiska SPD.  Även Die Grünen och nationalkonservativa AfD är representerade.

## Sport

### Fotboll
Fotbollen har en stark tradition i Nordrhein-Westfalen. I NRW finns det fler lag som spelar i tyska Bundesligan.
Några av lagen i Nordrhein-Westfalen är: 
| - TSV Alemannia Aachen - DSC Arminia Bielefeld - VfL Bochum - SG Wattenscheid 09 - Borussia Dortmund - Fortuna Düsseldorf - MSV Duisburg - Rot-Weiss Essen | - FC Schalke 04 - 1. FC Köln - TSV Bayer 04 Leverkusen - VfL 1900 Borussia Mönchengladbach - Preussen Münster - Rot-Weiss Oberhausen - KFC Uerdingen 05 - Wuppertaler SV Borussia |  |